# Rachocin
Rachocin – wieś w Polsce położona w województwie mazowieckim, w powiecie sierpeckim, w gminie Sierpc. Ma status sołectwa.
| SIMC    | Nazwa  | Rodzaj  |
| ------- | ------ | ------- |
| 0575083 | Kępa   | kolonia |
| 0575090 | Troska | kolonia |

W latach 1975–1998 miejscowość administracyjnie należała do województwa płockiego.
W Rachocinie znajduje się RTCN Rachocin z 261-metrowym masztem.